# I. Szvjatoszláv kijevi fejedelem
I. Szvjatoszláv vagy Szvjatoszláv Igorevics (ószláv nyelven: Свѧтославъ Игорєвичь, oroszul Святослав Игоревич; 915/920 körül vagy 942 – 972. március) névlegesen 945-től, ténylegesen 962-től haláláig a Kijevi Rusz fejedelme, a Rurik-dinasztia tagja. Agresszív, hódító politikát folytatott, alig tízéves uralkodása alatt megdöntötte a Kazár Birodalmat és az első dunai bolgár államot. Megkeresztelkedett anyja kérése ellenére megmaradt pogánynak. Besenyő rajtaütésben vesztette életét a Dnyeper zúgóinál.

## Gyermekkora

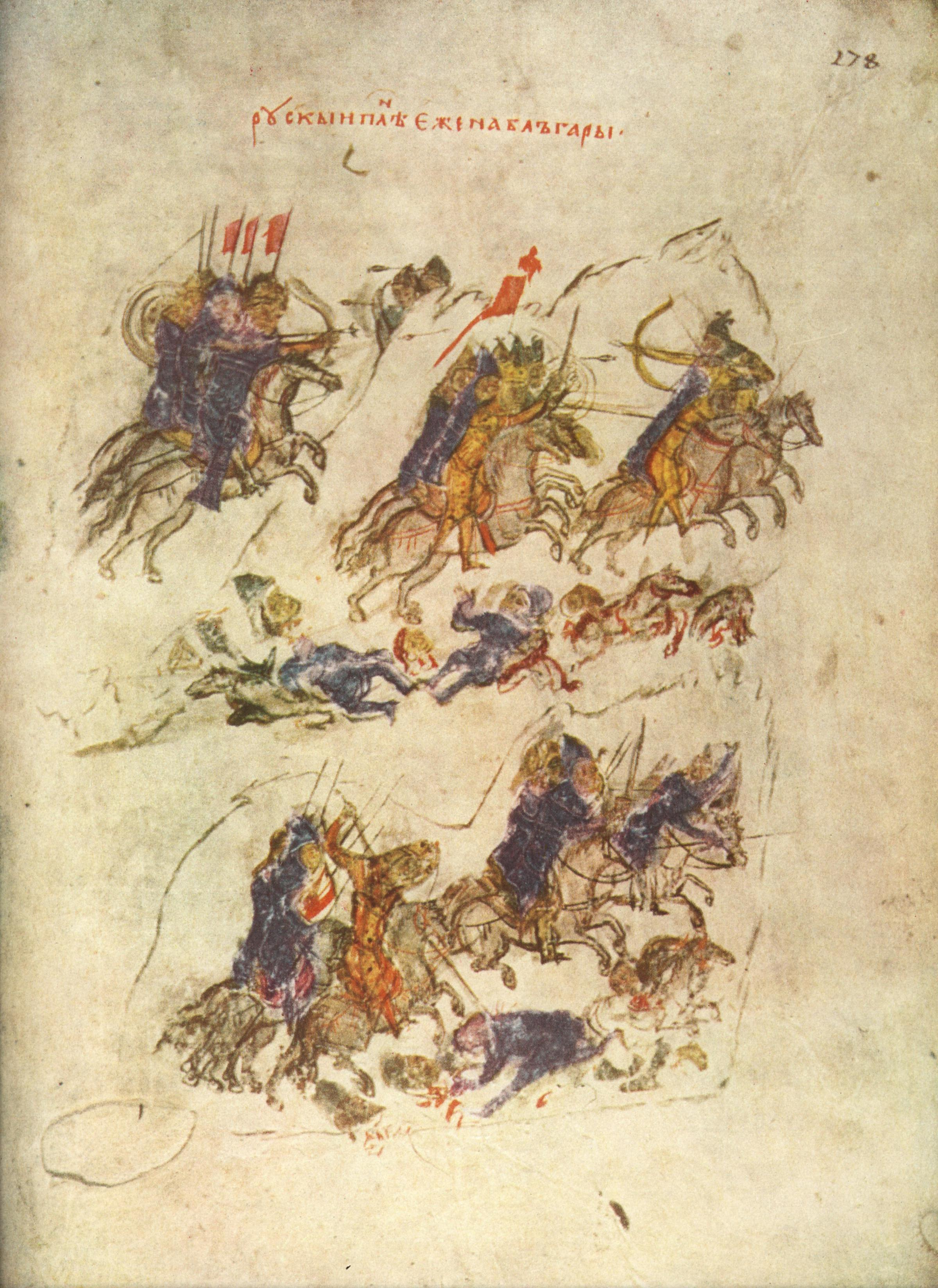
Az oroszok inváziója Bulgáriában. Manasszész-krónika, 14. sz.

Szvjatoszláv Igor kijevi fejedelem és felesége, Olga egyetlen gyermeke volt. Születésének idejéről nincs megbízható adat, az Ipatyev-krónika szerint 942-ben született. Ekkor Igor már 65, Olga pedig 50 év körül lehetett, ami valószínűtlenné teszi az évszámot, viszont megfelel annak, hogy férje halála után Olga egészen 962-ig régensként uralkodott. Az irodalomban felmerül egy 920-as születési dátum is, ez azonban nem magyarázza, hogy miért nem lépett trónra 25 évesen, amikor apja 945-ben meghalt.
Szvjatoszláv az első kijevi fejedelem, akinek szláv eredetű a neve. Egyes elméletek szerint nevét a korábbi fejedelmek skandináv nevéből fordították le, Oleg (Helgi) ugyanúgy szentet jelent mint a szláv szvjatoj; Rurik (Hrorekr) pedig dicsőséges, akár csak a szlava. Olyan elképzelés is létezik, hogy nevének első tagja a varég eredetű Svend; ezt alátámasztja, hogy bizánci források Szfendoszlabosznak (Σφενδοσθλάβος) írják. Azonban, bár korábbról ez a név nem ismert, összetevői előfordulnak másutt, például a morva Szvatopluk (oroszosan Szvjatopolk, 1015-ben Kijevben is trónra lépett ilyen nevű fejedelem) esetében és valamivel később Villásszakállú Svend dán király lengyel hercegnőtől született lányát is Szvjatoszlavának nevezték.
Szvjatoszlávot először a 944-ben kötött kijevi-bizánci szerződésben említik. 945-ben Igor meghalt és utóda formálisan Szvjatoszláv lett, ám helyette anyja kormányozta az országot. Az orosz krónikák szerint gyermekkorát anyja mellett töltötte Kijevben, bár Bíborbanszületett Konstantin 949-ben azt írta, hogy ő volt Novgorod fejedelme. Konstantin Olga 957-es bizánci látogatása idején is megemlíti Szvjatoszláv nevét. Olga 955-57 körül áttért a kereszténységre, ám hiába próbálta rábeszélni fiát, ő pogány maradt, állítólag azért hogy el ne veszítse tekintélyét a fejedelmi kíséret előtt. Olga 959-ben püspököt és papokat kért I. Ottó német-római császártól, ám amikor 962-ben azok megérkeztek Kijevbe, Szvjatoszláv ellenállása miatt a misszió meghiúsult.

## Megjelenése
Szvjatoszláv külsejét Leó diakónus írta le, aki elkísérte Ioannész Tzimiszkész császárt találkozójára a fejedelemmel: "Megjelent Szfendoszláv is, a folyón ereszkedve le szkíta csónakjában; együtt húzta az evezőt a többi érkezővel, semmivel sem különbözve tőlük. Íme ilyen volt a megjelenése: átlagos termetű, nem túl magas, nem túl alacsony, szemöldöke bozontos, szemei világoskékek, orra pisze, ajka fölött sűrű és hosszú bajszot viselt. A feje teljesen kopasz, de nemes származásának jeleként féloldalra lelógott egy hajtincs; nyaka erős, mellkasa széles és testének egyéb részei ezzel arányosak, komornak és szigorúnak látszott. Egyik fülében arany fülbevalót viselt, melyet két gyöngy közé fogott karbunkulus ékesített. Ruházata fehér volt, és a többiektől megkülönböztette őt ruhái tisztasága."

## A kazár hadjárat

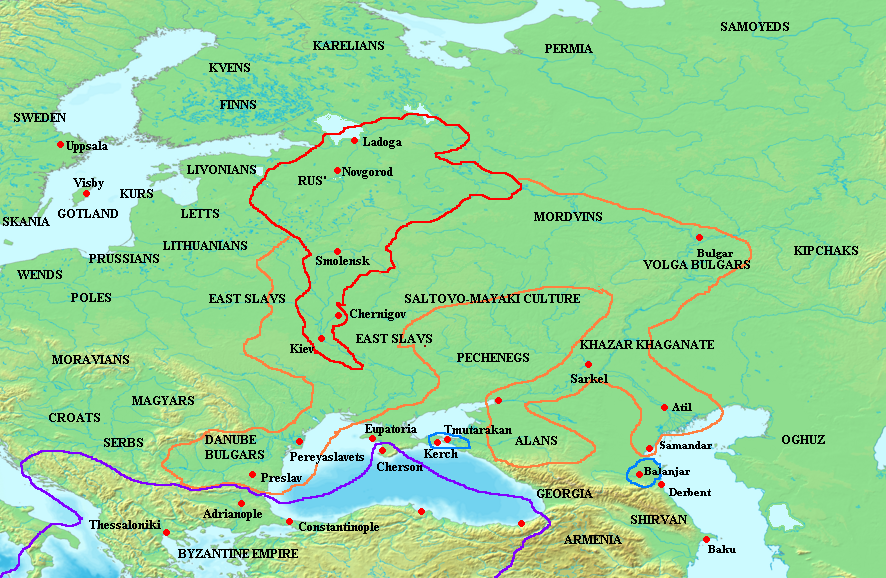
A Kijevi Rusz befolyásának kiterjedése Szvjatoszláv hadjáratai után

Nem sokkal trónra lépése után Szvjatoszláv keleti hódító hadjáratba fogott. Először a kazároknak adót fizető szláv törzseket hódoltatta meg, akik ellenálltak, azokat fegyverrel kényszerítette. 964-ben a vjaticsok ellen indult, miután egyetlen rövid mondattal hadat üzent nekik: "Jövök hozzátok" ("хощю на вы ити").
A Nyesztor-krónika szerint 965-ben a Kazár Birodalmat támadta meg. Legyőzte a kagán seregét és elfoglalta a fővárost, Sarkelt. A kortárs Ibn Haukal szerint a hadjárat 968-69-ben történt és a Volgai Bolgária kifosztásával is járt. Az orosz sereg ezután legyőzte a jászokat és kaszogokat (cserkeszeket) és kirabolta a Itilt a Volga-deltában és Szamandart a Kaszpi-tenger mentén. Szvjatoszláv meghódoltatta a Volga-Don közén élő népeket, kijevi fennhatóság alá vonta Tmutarakanyt és Kercset. Sarkelt átnevezte Belaja Vezsá-nak (azaz fehér toronynak) és szlávokat telepített bele. A kijeviek ezzel véglegesen megdöntötték a Kazár Birodalmat, bár a Volga mentén fennhatóságuk nem maradt tartós. Tmutarakany azonban a későbbiekben is Kijev függésében maradt.

## A bolgár hadjárat

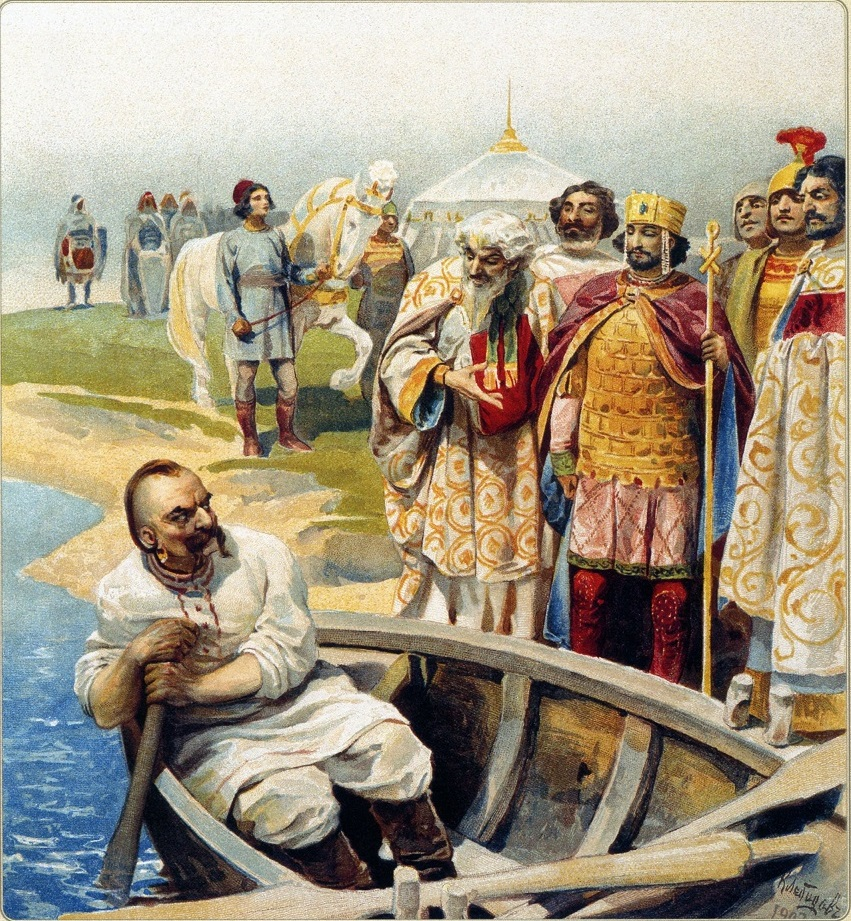
Szvjatoszláv és Joannész császár találkozása. K. V. Lebegyev festménye, 1880 körül

Kijev és Bizánc ekkor szövetségesek voltak, II. Niképhorosz Phókasz császár krétai hadjáratában is részt vett egy orosz csapat. A császár 967-ben (vagy 968-ban) követséget küldött Szvjatoszlávhoz és közel fél tonna aranyat ajánlott fel, ha az oroszok megtámadják a dunai bolgárokat. A császár terve az volt, hogy egyszerre gyengítse meg ellenséges szomszédját és a kazárok legyőzése után kényelmetlenül megerősödött Kijevi Ruszt. Szjvatoszláv állítólag 60 000-es sereggel (beleértve a besenyő zsoldosokat) támadott a bolgárokra, legyőzte II. Borisz cárt, és elkezdte megszállni az országuk északi részét.
969-ben a besenyők Kijevre támadtak és magát a várost is ostrom alá vették, ahol a Szvjatoszláv távollétében kormányzó anyja és a fejedelem három fia talált menedéket. A herceg északnak indult felmenteni Kijevet, de még odaérkezése előtt a druzsinája elkergette a nomádokat. Elképzelhető, hogy a támadásra a bizánci császár vette rá a besenyőket, mert ekkorra már világossá vált, hogy a kijeviek nem akarják átadni Bizáncnak a megszállt bolgár területeket. Sőt, Szjvatoszláv kijelentette, hogy "Nem szeretek én Kijevben ülni, inkább a Duna-menti Perejaszlavecben akarok élni – ott van a földjeim közepe, oda ömlik minden gazdagság: a görög földekről arany, selyem, bor, mindenféle gyümölcsök; Csehországból és Magyarországból ezüst és lovak; Ruszból meg szőrme és viasz, méz és rabszolgák". Miután ezt meghallotta, anyja három napra rá meghalt.
A bolgárok Konstantinápolytól kértek segítséget az oroszok ellen. Niképhorosz császár már előkészítette a dinasztikus házasságokkal megerősített szövetséget, amikor 969. december 11-én egy palotaforradalomban meggyilkolták és helyét I. Joannész Tzimiszkész vette át. Az új császár előbb pénzzel próbálta rávenni az oroszokat a távozásra; amikor nem járt sikerrel, Kisázsiából elkezdte átcsoportosítani seregeit a Balkánra. 970 nyarán Szvjatoszláv nagy sereggel, besenyő és magyar segédcsapatokkal valamint az alávetett bolgárok segítségével átkelt s Dunán és betört Trákiába. Leó diakónus szerint 30 000 harcosa volt, szemben a bizánci hadvezér, Bardasz Szklerosz 10-12 ezer katonájával. A görögök védekező stratégiát folytattak, míg Arkadiopolisz mellett egy döntő csatában vissza nem verték a támadókat. A beszámoló szerint előbb a besenyőket kerítették be és semmisítették meg teljesen, aztán Szvjatoszláv főerőit is. Az orosz krónikák szerint viszont a fejedelem egészen Konstantinápolyig eljutott és csak nagy hadisarc fejében fordult vissza. A bizánci erőket ezután visszavonták, hogy Kisázsiában leverjék Bardasz Phókasz lázadását, de utána visszatértek a Balkánra. 971-ben Jóannész maga vezette a bulgáriai hadműveleteket, miközben 300 hajót küldött a Dunához, hogy elvágják az oroszok visszavonulási útját. Április 13-án elfoglalták Preszlavot, a bolgár fővárost és foglyul ejtették II. Borisz cárt. A kijeviek Dorosztolonba húzódtak vissza, amit a császár ezután 65 napon át ostrom alatt tartott. A kitörésekben és rohamokban mindkét fél nagy veszteségeket szenvedett és végül Szjvatoszláv beleegyezett Bulgária feladásába, cserébe csapatai szabad elvonulásáért és kéthavi élelmezéséért. A két uralkodó megújította korábbi barátsági és kereskedelmi szerződését is. Bulgária megszűnt önálló állam lenni, keleti részét Bizánchoz csatolták, a nyugati pedig a császár vazallusává vált.

## Halála

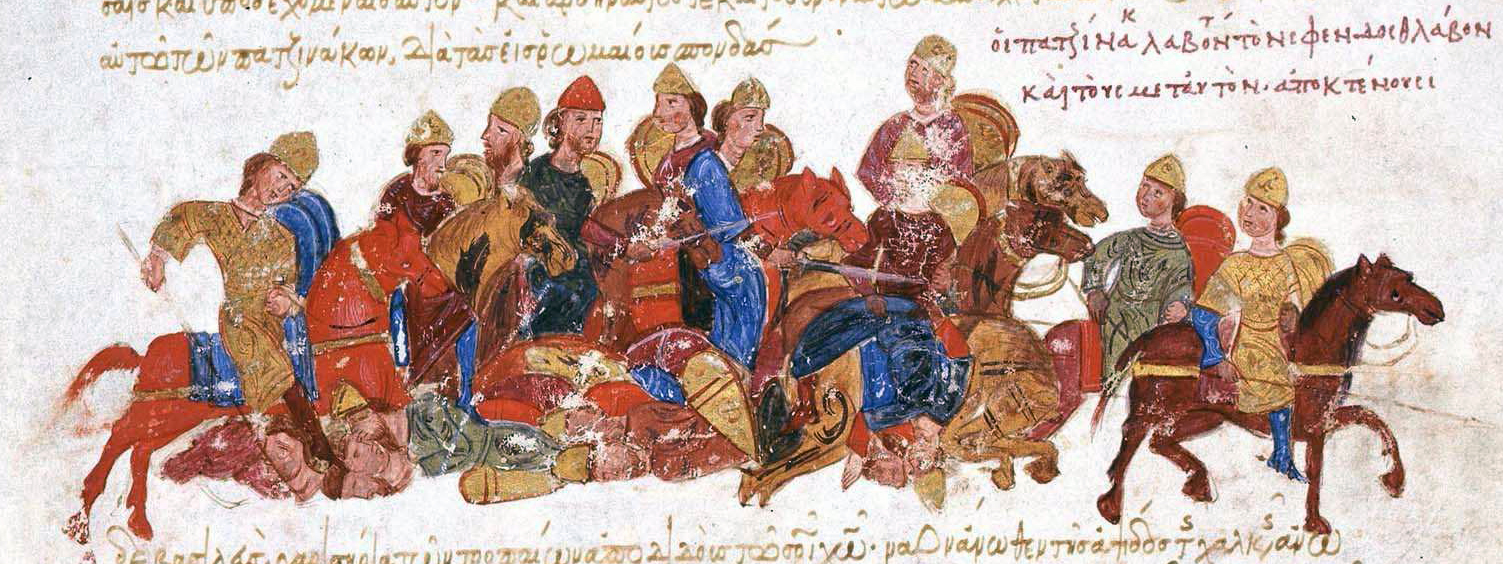
A besenyők megölik Szvjatoszláv "szkítáit". Szkülitzész-krónika, 11-13 sz.

A visszavonuló Szvjatoszláv 971 telén már nem tudott felhajózni a Dnyeperen, azért a folyó torkolatában telelt át, ahol katonái végül már éheztek. Eközben a bizánci császár felbujtotta a besenyő Kurja kánt, hogy támadjanak rá a megtizedelt orosz seregre, még mielőtt visszaérnek Kijevbe. Amikor 972 tavaszán a fejedelem megpróbált átkelni a Dnyeper zúgóin, a besenyők rajtaütöttek és a csatában Szvjatoszlávot megölték. Koponyájából a kán kupát csináltatott.

## Gyermekei
Szvjatoszlávnak három fia született:
- Jaropolk kijevi fejedelem
- Oleg, a drevljánok fejedelme
- Vlagyimir novgorodi, majd kijevi fejedelem

Apjuk még életében, 969-ben szétosztotta köztük birodalmát. Halála után nem sokkal azonban mégis harcolni kezdtek egymással az örökségért, amiből végül Vlagyimir került ki győztesen. Az első két fiú anyjának neve nem ismert, Vlagyimir anyja egy Malusa nevű rabszolganő, Szvjatoszláv ágyasa volt.

## Fordítás
- Ez a szócikk részben vagy egészben  a(z)   Святослав Игоревич című orosz Wikipédia-szócikk ezen változatának fordításán alapul.  Az eredeti cikk szerkesztőit annak laptörténete sorolja fel. Ez a jelzés csupán a megfogalmazás eredetét és a szerzői jogokat jelzi, nem szolgál a cikkben szereplő információk forrásmegjelöléseként.